# Vemmenhögs härad
Vemmenhögs härad var ett härad i södra Skåne, i dåvarande Malmöhus län. Det motsvaras idag av hela eller delar av Trelleborgs kommun, Svedala kommun och Skurups kommun. Häradets areal var 1928 355,33 kvadratkilometer varav 347,84 land. Tingsplats var ursprungligen Skivarp, från 1749 Anderslöv och från 1878 Ystad.

## Häradsvapen
Häradsvapnet fastställdes av Kungl. Maj:t den 2 april 1965. Blasonering: "I fält av silver tre gröna rundlar ordnade en och två".

## Socknar
I nuvarande Trelleborgs kommun
- Grönby
- Gärdslöv
- Hemmesdynge
- Källstorp
- Lilla Beddinge
- Lilla Isie
- Simlinge
- Södra Åby
- Tullstorp
- Äspö
- Önnarp
- Östra Klagstorp
- Östra Torp

I nuvarande Svedala kommun
- Börringe socken före 1931 benämnd Gustavs socken
- Svedala socken överfördes 1865 till Oxie härad

I nuvarande Skurups kommun
- Hassle-Bösarp
- Skivarp
- Skurup
- Slimminge
- Solberga
- Svenstorp
- Västra Vemmenhög
- Örsjö
- Östra Vemmenhög

Delar av socknar
- en del av Anderslövs socken, annars i Skytts härad, låg före 1886 i detta härad

## Län, fögderier, tingslag, domsagor och tingsrätter
Häradet hörde mellan 1634 och 1996 till Malmöhus län. Från 1997 ingår området i Skåne län.  Församlingarna tillhör(de) Lunds stift
Häradets socknar hörde till följande fögderier:
- 1720–1873 Oxie, Skytts och Vemmenhögs fögderi
- 1874–1917 Herrestads, Ljunits, Vemmenhögs fögderi
- 1918–1946, 30 juni Ystads fögderi
- 1946, 1 juli–1990 Malmö fögderi  till 1952 för Börringe och Slimminge socknar, till 1967 för socknarna Skurup och Hassle-Bösarp
- 1946, 1 juli–1990 Trelleborgs fögderi för socknarna i Trelleborgs kommun, från 1952 för Börringe socken samt till 1952 för Svenstorps, Västra Vemmenhögs och Östra Vemmenhögs socknar
- 1946, 1 juli–1990 Ystads fögderi för socknarna i Skurups kommun, från 1952 för Svenstorps, Västra Vemmenhögs, Slimminge och Östra Vemmenhögs socknar, från 1967 för Skurup och Hassle-Bösarps socknar

Häradets socknar tillhörde följande  tingslag, domsagor och tingsrätter:
- 1682–1877 Vemmenhögs tingslag i
  - 1682–1690 Skytts, Ljunits och Vemmenhögs häraders domsaga
  - 1691–1864 Oxie, Skytts och Vemmenhögs häraders domsaga
  - 1865–1877 Vemmenhögs, Ljunits och Herrestads häraders domsaga
- 1878–1966 Vemmenhögs, Ljunits och Herrestads häraders tingslag,  i Vemmenhögs, Ljunits och Herrestads häraders domsaga
- 1967–1970 Ystads domsagas tingslag i Ystads domsaga, dock ej för Börringe socken eller de områden som  uppgått i Trelleborgs stad
- 1967–1970 Oxie och Skytts häraders tingslag för Börringe socken och de socknar som uppgått i Trelleborgs stad

- 1971–2005 Trelleborgs domsaga för socknarna i Trelleborgs och Svedala kommun
- 1971– Ystads domsaga för socknarna i Skurups kommun samt från 2005 för socknarna i Trelleborgs och Svedala kommun